# Peter Johansson (artist)
John Peter Johansson, född 22 augusti 1977 på Norra Finnö i S:t Anna församling, Söderköpings kommun, är en svensk artist.

## Biografi
Peter Johansson gjorde sin professionella debut i den tyska uppsättningen av Saturday Night Fever i Köln 2001–2002, där han spelade rollerna "Gus", "Bobby C" samt huvudrollen "Tony". 
Hösten 2002 återvände han till Sverige för att spela rollen "Mark Anthony" i A Chorus Line på Göteborgsoperan
Från april 2003 till och med september 2007 medverkade Johansson i Londonuppsättningen av We Will Rock You, från juni 2005 gjorde han huvudrollen Galileo cirka 850 gånger. 
2007 flyttade han hem till Sverige för att spela huvudrollen "Ren" i musikalen Footloose på Stora teatern i Göteborg samt Intiman i Stockholm
2013 spelade Johansson rollen som Stacee Jaxx i Rock of Ages på Chinateatern.
2014 spelade Johansson rollen som Judas i rockmusikalen Jesus Christ Superstar. En arena turné med bland annat Ola Salo som spelade huvudrollen som Jesus . 
2015 spelade han rollen som Tommy DeVito i sverigepremiären av musikalen Jersey Boys på Chinateatern, tillsammans med Bruno Mitsogiannis, David Lindgren och Robert Rydberg.
2018 återvände Johansson till Chinateatern för att spela huvudrollen "Sam Wheat" i musikalen Ghost.

## Dokumentär
Från våren 2006 och fram till november 2007 följde dokumentärfilmarna Magnus ”Roddan” Roudén och Gunnar Ernblad Johansson bakom kulisserna i London (We Will Rock You) och i Sverige (Rhapsody In Rock, Sankt Anna kyrkokonserter, Footloose med mera). Detta resulterade i dokumentären Rösten från Sankt Anna – Peter Johansson som visades i SVT i december 2007.

## Svenska media- och scenframträdanden
Johansson medverkade i slutet av januari 2007 i SVT:s Så ska det låta. I februari var han gäst hos Robert Wells Rhapsody In Rock på Cirkus, Stockholm. Han gjorde även flera framträdanden på nationaldagen i SVT:s sändning från Skansen. Hösten 2007 medverkade han i musikalen Footloose på Storan i Göteborg; från februari till december 2008 gick den i Stockholm på Intiman. Johansson spelade huvudrollen Ren.
I mars 2008 medverkade han åter i SVT:s Så ska det låta och i april i TV3:s Sing-A-Long. Flera konserter blev det också som gäst under Robert Wells sommarkonserter Rhapsody In Rock. Under hösten 2008 deltog Johansson i tv-programmen Musikmaskinen, Sing-A-Long på nytt och Doobidoo.
I början av 2009 gjorde Johansson ett framträdande med operasångerskan Malena Ernman på Idrottsgalan den 19 januari i SVT. De framförde Freddie Mercurys och Montserrat Caballés klassiker Barcelona. Den 1 maj 2009 deltog han åter i Så ska det låta då han tillsammans med Emilia de Poret mötte September och Mojje. Även den 18 januari 2010 framträdde han på Idrottsgalan, den här gången i ett humoristiskt nummer med Per Andersson och Babben Larsson. Trion framförde Queens The show must go on, som på svenska blev Va faan gör dom nu, hängande i en soffa framför en tv som sportfånar.
Under våren 2012 medverkade Peter Johansson än en gång i Så ska det låta. Denna gång tävlade han med kusinen Matilda Hansson i pianisten Angelica Alms lag.

## Champions of Rock
Dagarna efter Idrottsgalan fick Johansson chansen att återknyta med Queens musik och sätta upp en egen konserthyllning till gruppen i Norrköping. Stora delar av originalmusikerna samt sångerskorna Kerry Ellis och Mazz Murray från We Will Rock You medverkade i fyra konserter den 23–25 januari 2009 i Louis De Geer (konserthus) i Norrköping. Gitarristen Brian May presenterade bland annat på storbild bitar av Queens historia. Många klassiska videoklipp vävdes in i låtrepertoaren.
Lördagen den 5 september samma år avslutade Johansson och Nina Söderquist årets Sommarkrysset på TV4 med att framföra We are the champions. De uppbackades av en stor orkester och med samtliga musikgäster, bland andra Europe på scenen.
I oktober åkte Champions of Rock på Sverigeturné och hade premiär på Lisebergshallen i Göteborg den 2–3 oktober. Turnén nådde även Sundspärlan (Helsingborg 9–10 oktober), Idrottshuset (Vänersborg 11 oktober), Cirkus (Stockholm 13–14 oktober), Conventum (Örebro 17 oktober), Konserthuset (Uppsala 21 oktober) och Stadium Arena (Norrköping 23–24 oktober).
Johansson bjöd till denna turné in Nina Söderquist. Gäst var också Kerry Ellis, som arbetar med ett debutalbum producerat av Brian May. Hon kom från London för att vara med på turnén tillsammans med samma musiker som deltog under Norrköpingskonserterna i januari. Merparten av de elva spelningarna blev utsålda.
Efter framgångarna med 2009 års turné bar det iväg på ännu en stor turné exakt ett år efter. Premiären var på Scandinavium i Göteborg den 1 oktober 2010. Denna gång gästades Johansson av sin motspelare från We Will Rock You i London Jenna Lee James och svenska schlagerpopsångerskan Jessica Andersson. Bandet från tidigare turnéer kvarstod med bland andra Neil Murray på bas (Whitesnake, Gary Moore, Black Sabbath) och trummisen Tony Bourke. Båda är husmusiker på Dominion Theatre i London med cirka 3 000 We Will Rock You-spelningar i bagaget. Även gitarristen Phil Hilbourne, som ofta vikarierar i We Will Rock You, tolkade det unika Queensoundet.
Ytterligare tre turnéer har gjorts med Champions of Rock i februari-mars 2015, oktober-november 2017 samt februari 2023. Under turnén 2017 medverkade Ola Salo som gästartist.

## Kyrkokonserter
Sedan 2006 har Johansson tillsammans med sin kusin Matilda Hansson gjort kyrkoframträdanden runt om i Östergötland, framförallt i S:t Anna kyrka. De har framfört musikal- och populärkulturella musikklassiker. 2010 gjordes tio konserter i S:t Anna kyrka.

## Skivor
I juni 2011 släpptes den första singeln från Peter Johanssons debutalbum. Låten heter "One Love" och är skriven av Hanif "Hitmanic" Sabzevari och Johan Sommevåg. En andra singel "Breathe" släpptes hösten 2011. 30/1 2017 släpps även en skivan "Back to you" tillsammans med Bruno Mitsogiannis med låtar som Back to you och Miss you tonight.

## Musikaler

### Roller (ej komplett)
| År   | Roll         | Musikal                                                                         | Regissör         | Teater                   |
| ---- | ------------ | ------------------------------------------------------------------------------- | ---------------- | ------------------------ |
| 2001 | Tony Manero  | Saturday Night Fever                                                            | Mattias Davids   | Musical Dome- Köln       |
| 2002 | Mark         | A Chorus Line James Kirkwood, Nicholas Dante, Edward Kleban och Marvin Hamlisch | Staffan Aspegren | Göteborgsoperan          |
| 2003 | Galileo      | We Will Rock You                                                                | Ben Elton        | Dominion Theatre- London |
| 2007 | Ren          | Footloose Tom Snow, Dean Pitchford och Walter Bobbie                            | Roine Söderlundh | Stora Teatern/ Intiman   |
| 2013 | Staciee Jaxx | Rock of Ages Chris D'Arienzo                                                    | Anders Albien    | Chinateatern             |
| 2014 | Judas        | Jesus Christ Superstar Andrew Lloyd-Webber och Tim Rice                         | Ronny Danielsson | Turné                    |
| 2015 | Tommy DeVito | Jersey Boys Marshall Brickman och Rick Elice                                    | Anders Albien    | Chinateatern             |
| 2018 | Sam          | Ghost Dave Stewart, Glen Ballard och Bruce Joel Rubin                           | Anders Albien    | Chinateatern             |